# 중앙경제뉴스
중앙경제뉴스(中央經濟뉴스, 영문명: The Joong-Ang Economy News Korea)은 대한민국 서울에서 발행되는 특수주간신문이다.
2014년 특수주간신문과 인터넷신문이 함께 창간됐으며, 타블로이드판으로 인쇄되고 있다.
실시간 인터넷뉴스(https://web.archive.org/web/20160109160320/http://ehnews.co.kr/) 도 운영되며, 경제계 관련 일반 뉴스를 제공한다. 과거기사 검색도 가능하다.
본사는 서울특별시 마포구 합정동에 있다.